# (8480) 1987 RD1
(8480) 1987 RD1 (1987 RD1, 1979 YL3, 1989 BS) — астероїд головного поясу, відкритий 13 вересня 1987 року.
Тіссеранів параметр щодо Юпітера — 3,357.